# Луна (округ, Нью-Мексико)
Шаблон:StateAbbr_ 32°11′ пн. ш. 107°45′ зх. д. / 32.18° пн. ш. 107.75° зх. д.
Округ  Луна (англ. Luna County) — округ (графство) у штаті  Нью-Мексико, США. Ідентифікатор округу 35029.

## Історія
Округ утворений 1901 року.

## Демографія
За даними перепису 
2000 року 
загальне населення округу становило 25016 осіб, зокрема міського населення було 14687, а сільського — 10329.
Серед мешканців округу чоловіків було 12198, а жінок — 12818. В окрузі було 9397 домогосподарств, 6592 родин, які мешкали в 11291 будинках.
Середній розмір родини становив 3,2.
Віковий розподіл населення поданий у таблиці:
| Стать    | До 15 років | 15-21 | 22-29 | 30-39 | 40-49 | 50-65 | 65-85 | Понад 85 |
| -------- | ----------- | ----- | ----- | ----- | ----- | ----- | ----- | -------- |
| Чоловіки | 3069        | 1242  | 915   | 1391  | 1430  | 1927  | 2063  | 161      |
| Жінки    | 3107        | 1250  | 1053  | 1522  | 1479  | 2081  | 2067  | 259      |

## Суміжні округи
- Сьєрра — північний схід
- Донья-Ана — схід
- Ascensión Municipality[en] — південь
- Грант — захід
- Гідальго — захід

## Виноски
1. ↑  U.S. Decennial Census. United States Census Bureau. Архів оригіналу за 4 квітня 2018. Процитовано 2 січня 2015.
2. ↑  Historical Census Browser. University of Virginia Library. Архів оригіналу за 11 серпня 2012. Процитовано 2 січня 2015.
3. ↑  Population of Counties by Decennial Census: 1900 to 1990. United States Census Bureau. Архів оригіналу за 16 квітня 2015. Процитовано 2 січня 2015.
4. ↑  Census 2000 PHC-T-4. Ranking Tables for Counties: 1990 and 2000 (PDF). United States Census Bureau. Архів оригіналу (PDF) за 18 грудня 2014. Процитовано 2 січня 2015.
5. ↑  State & County QuickFacts. United States Census Bureau. Архів оригіналу за 6 червня 2011. Процитовано 29 вересня 2013.(англ.) Наведено за англійською вікіпедією.
6. ↑  American FactFinder. Бюро перепису населення США. Архів оригіналу за 26 лютого 2012. Процитовано 31 січня 2008.

| США | Це незавершена стаття з географії США. Ви можете допомогти проєкту, виправивши або дописавши її. |